# ローラン・メキース
ローラン・メキース（Laurent Mekies、1977年4月28日 - ）は、フランス出身の自動車技術者、モータースポーツディレクターおよびマネージャー。一部メディアではローレン、メキーズ、メキエスと表記される事もある。

## 経歴

### エンジニア時代
グランゼコールのひとつであるESTACAにて、機械工学の修士号を取得。その後ラフバラー大学に進学し卒業。
2000年、フランスF3のシグナチュール・チームに加入後、エンジンビルダーのアジアテックに移籍。2001年にエンジンを供給したアロウズにてフォーミュラ1(F1)に携わる。
2003年、アジアテックのモータースポーツ撤退に伴い、2002年からエンジン供給していた縁でミナルディにレースエンジニアとして残留し、マーク・ウェバー、ジャスティン・ウィルソン、ゾルト・バウムガルトナー、クリスチャン・アルバースを担当した。
2005年末にミナルディがレッドブルに買収されスクーデリア・トロ・ロッソになり、自身はチーフエンジニアの地位に就く。さらに後年には、車両パフォーマンス部門の責任者に昇格した。

### 管理職時代
2014年にチームを離れFIAに所属し、セーフティ・ディレクターとして従事。2017年には副レースディレクターに任命された。
2018年、スクーデリア・フェラーリにスポーティングディレクターとして移籍、2019年からトラックパフォーマンス部門を率いた。2021年1月に、チーム副代表に任命され、フェラーリ・ドライバー・アカデミー（FDA）の責任者も兼任した。
2023年4月26日、フランツ・トストに変わり、翌シーズンより当時スクーデリア・アルファタウリのチーム代表就任を発表。ガーデニング休暇のため、7月末にスクーデリア・フェラーリを離脱。
2024年シーズンよりアルファタウリからRB・フォーミュラワン・チーム（後にレーシングブルズ）にリニューアルし、予定通りチーム代表に就く。さらに翌2025年7月9日、クリスチャン・ホーナーの解任により、兄弟チームのレッドブル・レーシング代表に昇格した。